# Забастовка работников Минского метрополитена (1995)
Забасто́вка рабо́тников Ми́нского метрополите́на (бел. Забастоўка працаўнікоў Мінскага метрапалітэна) — забастовка, происходившая 17—21 августа 1995 года в Минске, приведшая к остановке движения Минского метрополитена на несколько дней.

## Предыстория
Конфликт между работниками и администрацией Минского метрополитена начал назревать ещё весной 1995 года. По распоряжению директора метрополитена Владимира Набежко были отменены надбавки за безаварийную работу и урезаны премии. Эти действия стали прямым нарушением условий коллективного договора между администрацией и профсоюзами.
К 1995 году в метрополитене действовали две первичные профсоюзные организации: Свободный профсоюз Белорусский (входил в Белорусский конгресс демократических профсоюзов) и Профсоюз железнодорожников и транспортных строителей (член ФПБ). Несмотря на принадлежность к разным объединениям, обе организации объединились и потребовали от руководства начать переговоры.
Однако администрация на диалог не пошла. На фоне отказа от переговоров и невыполнения прежних договорённостей, на собрании работников — членов Свободного профсоюза — было принято решение о проведении забастовки с 6 июля 1995 года. Тем не менее, тогда стачку решили отложить, надеясь, что конфликт удастся урегулировать мирно. Эти надежды не оправдались: руководство метро продолжало игнорировать требования работников.
Параллельно забастовки начались в других городах. В Гомеле протестовали водители троллейбусного парка, а 15 августа к ним присоединились водители минского троллейбусного депо № 1. Получив от них сигнал солидарности, профсоюзный актив Минского метрополитена вернулся к вопросу стачки — и на этот раз решение о забастовке было окончательно утверждено.

## Ход забастовки
17 августа 1995 года, в знак солидарности с бастующими водителями троллейбусов, к забастовке присоединились работники Минского метрополитена. Среди них были машинисты электропоездов Московской линии — они, как и водители троллейбусного депо № 1, обслуживали одну и ту же городскую магистраль — проспект Франциска Скорины. В результате движение по этой ключевой транспортной артерии оказалось практически парализовано.
Уже 18 августа власти оперативно погасили задолженности по заработной плате перед водителями троллейбусов, после чего те вернулись к работе. Прекращение стачки со стороны троллейбусников дало властям возможность сосредоточиться на подавлении забастовки в метро.
19 августа у офиса Свободного профсоюза Белорусского на площади Свободы, где собрались бастующие, появились сотрудники милиции, внутренние войска и бойцы ОМОН. Здание было взято в кольцо.
20 августа президент Александр Лукашенко выступил в эфире телепередачи «Резонанс» с обвинениями в адрес организаторов забастовки. Он заявил, что акцию координировали «националистические силы» во главе с БНФ, а Свободный профсоюз Белорусский якобы сотрудничал с польскими и американскими профсоюзами.
21 августа у офиса СПБ снова собрались участники забастовки. В этот день милиция задержала 23 человек, включая председателя профкома СПБ Владимира Макарчука и представителя Федерации профсоюзов Беларуси Николая Канаха. Позднее были также задержаны активист БНФ Сергей Антончик и председатель СПБ Геннадий Быков.

## Итоги
Забастовка работников Минского метрополитена была прекращена при участии силовых структур. Для запуска поездов власти привлекли штрейкбрехеров — машинистов электропоездов с Белорусской железной дороги, а также машинистов электровозов из Москвы и других городов.
21 августа 1995 года президент Республики Беларусь издал указ № 336, которым была приостановлена деятельность Свободного профсоюза Белорусского и профсоюзной организации Минского метрополитена Профсоюза железнодорожников и транспортных строителей.
Позже, 8 ноября того же года, Конституционный суд Республики Беларусь признал отдельные положения указа неконституционными — в частности, запрет на деятельность Свободного профсоюза Белорусского. Тем не менее, сам указ оставался в силе вплоть до декабря 1997 года, когда он был окончательно признан утратившим силу, и деятельность обеих профсоюзных организаций была возобновлена.
Несколько профсоюзных активистов были задержаны. Геннадий Быков и Николай Канах получили по 10 суток административного ареста, Владимир Макарчук — 15 суток. Сергей Антончик был отпущен без санкций.
По разным данным, с работы в метрополитене были уволены от 56 до 58 сотрудников, участвовавших в забастовке.